# Musaranya del Japó
La musaranya del Japó (Crocidura dsinezumi) és una espècie de mamífer eulipotifle de la família de les musaranyes (Soricidae) originària del Japó (Hokkaido, Honshu, Kyushu i Shikoku) i fou introduïda a Corea. Viu en àrees situades entre 0 i 1.000 m d'altitud.